# Crinarnoldius xavieri
Crinarnoldius xavieri es una especie de escarabajos de la familia de los cerambícidos. Fue descrita por primera vez por Veiga-Ferreira en 1965.